# Ba Dexin
Ba Dexin (chinesisch 巴德鑫, Pinyin Bā Déxīn; * 14. Juni 1990 in Harbin) ist ein chinesischer Curler. Derzeit spielt er als Second im chinesischen Nationalteam um Skip Liu Rui und im Mixed-Double mit Wang Rui.
Ba spielte zum ersten Mal international bei der Junioren-Pazifikmeisterschaft 2010 als Second im Team von Ji Yansong und gewann die Goldmedaille. Das Team qualifizierte sich dadurch für die Juniorenweltmeisterschaft 2010, bei der es Vierter wurde. Bei der Junioren-Pazifikmeisterschaft 2011 gewann er mit Skip Huang Ji Hui wieder die Goldmedaille.
Ba hat sechs Mal in Folge als Lead oder Second an der Pazifik-Asienmeisterschaft teilgenommen (von 2010 bis 2015) und bis auf einmal (2015, Bronze) jedes Mal die Goldmedaille gewonnen. 
Bei seiner ersten Weltmeisterschaft 2010 spielte er als Ersatzspieler im Team von Liu Rui; die Mannschaft belegte den elften Platz. Zwischen 2011 und 2017 hat er mit Ausnahme von 2016 an jeder Weltmeisterschaft teilgenommen. Die beste Platzierung war ein fünfter Platz bei der Weltmeisterschaft 2017 als Second im Team von Liu Rui. 
Ba war als Second der chinesischen Mannschaft Teilnehmer der Olympischen Winterspiele 2014 in Peking. Die Mannschaft kam in die Play-offs, verlor aber im Halbfinale gegen Kanada mit Skip Brad Jacobs und im Spiel um Platz 3 gegen Schweden mit Skip Niklas Edin.
Bei der Mixed-Doubles-Weltmeisterschaft 2016 gewann er zusammen mit Wang Rui die Silbermedaille; im Finale unterlagen die beiden der russischen Mannschaft mit Anastassija Brysgalowa und Alexander Kruschelnizki. Bei der Mixed-Doubles-Weltmeisterschaft 2017 verloren Ba und Wang im Halbfinale gegen das kanadische Team mit Joanne Courtney und Reid Carruthers, konnten aber das Spiel um Platz 3 gegen Tschechien (Tomáš Paul und Zuzana Hájková) gewinnen. Durch die Erfolge bei den beiden Weltmeisterschaften qualifizierte sich China für den erstmals bei den Olympischen Winterspielen 2018 ausgetragenen Mixed-Doubles-Wettbewerb. Zusammen mit Wang Rui kam er dort nach der Round Robin auf einen geteilten vierten Platz und musste gegen Norwegen einen Tie-Breaker um den Einzug in das Halbfinale spielen. Die Chinesen verloren das Spiel gegen Magnus Nedregotten und Kristin Skaslien 7:9 und wurden damit Fünfter. Nach dem positiven Dopingbefund bei Alexander Kruschelnizki und der Disqualifikation des Teams Olympic Athletes from Russia rückten sie auf den vierten Platz vor.